# Егер, Иоганн
Иоганн Егер (нем. Johann Jäger) — немецкий архитектор, строительный инженер и скульптор, старший лейтенант. Известен своими проектами военных некрополей времён Первой мировой войны.

## Творчество
Иоганн Егер во время Первой мировой войны служил в скульптурном отдела астро-венгерского Департамента воинских захоронений К. и К. военной комендатуры в Кракове. С 25 апреля 1917 года был комендантом этого Департамента.
Иоганн Ягер спроектировал все воинские захоронения во II ясленском округе Департамента воинских захоронений К. и К. военной комендатуры в Кракове. Его работы, в отличие от более успешного словацкого архитектора Душана Юрковича, служившего в том же Департаменте в соседнем I жмигрудском округе, не были достойно оценены современниками и характеризовались как имеющие «немецкие» или «тевтонские» черты.
Самыми известными работами Иоаганна Ягера являются воинские кладбища № 13 и  № 14, которые отличаются необычным оформлением.

## История
- Oktawian Duda: Cmentarze I wojny światowej w Galicji Zachodniej. Warszawa: Ośrodek Ochrony Zabytkowego Krajobrazu, 1995. ISBN 83-85548-33-5.